# Café Prückel

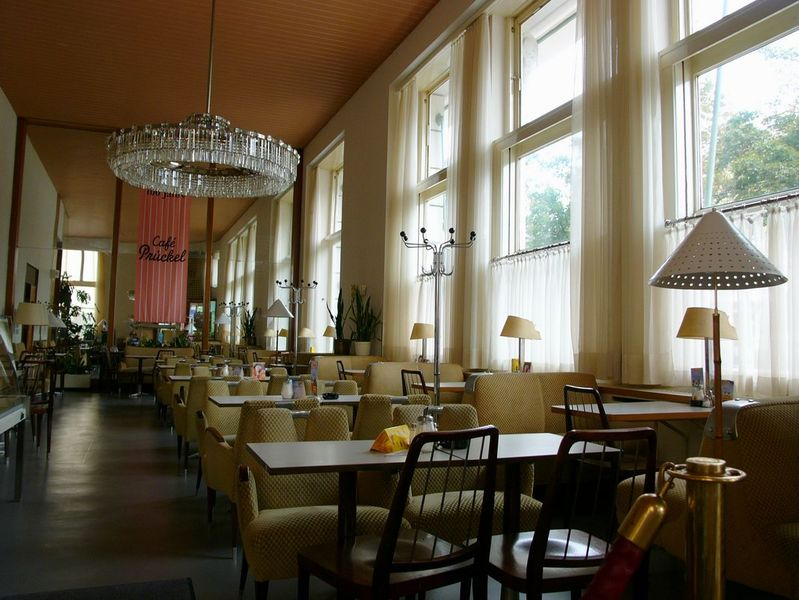
Interiör, Café Prückel

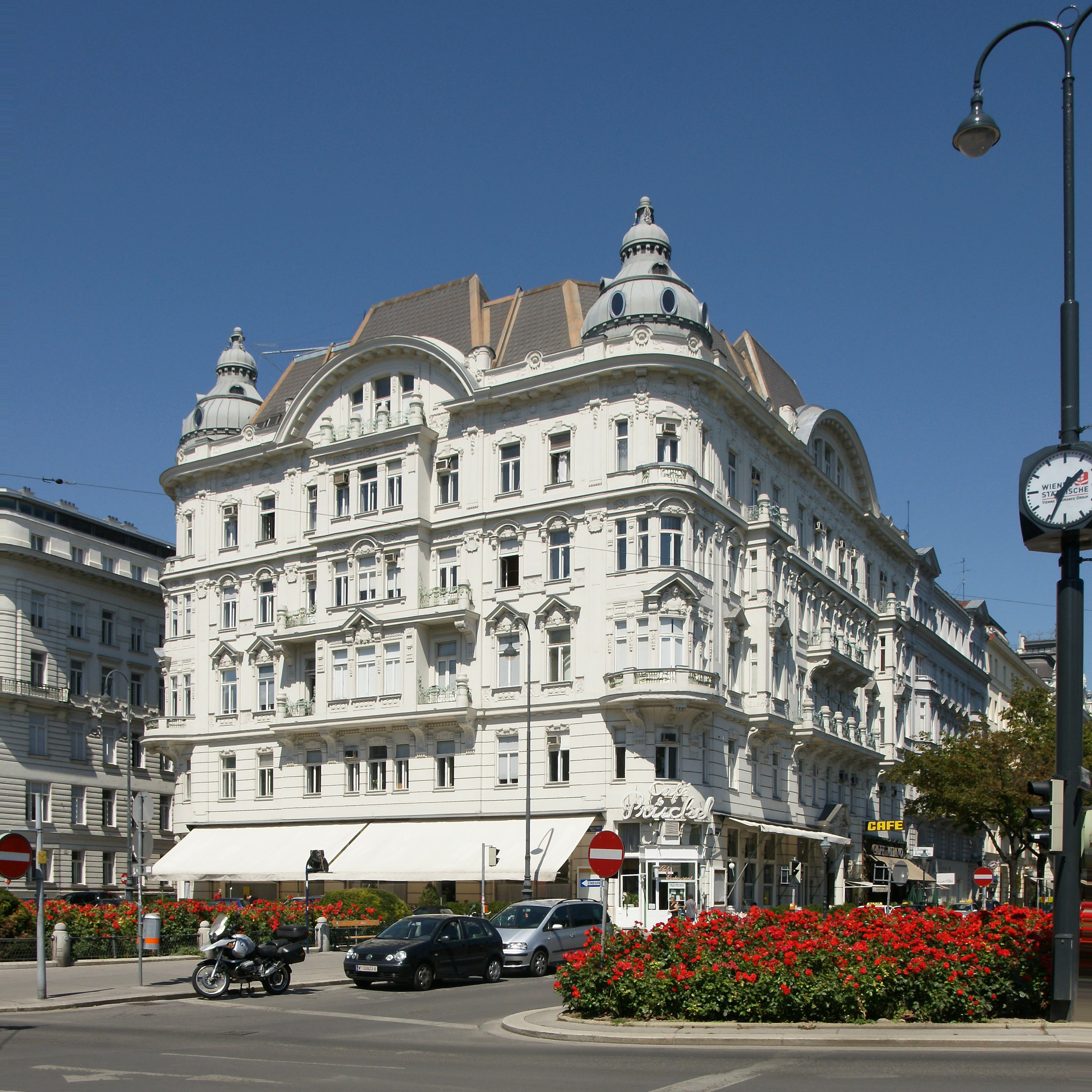
Café Prückel

Café Prückel, tidigare Café Lurion, är ett wienerkafé vid Ringstrasse i Wien i Österrike.
Kaféet är inrett i 1950-talsstil och är ett byggnadsminne. År 1903 öppnade Maxime Lurion Kaffeehaus Lurion, som under tidigt 1950-tal byggdes om. Den bakre delen återfick under 1980-talet sin tidigare jugendstil.